# Loreena McKennitt
Loreena Isabel Irene McKennitt (Morden, 1957. február 17. –) kanadai énekesnő, dalszerző, hárfaművész és zongorista, aki leginkább kelta és közel-keleti motívumokkal teleszőtt világzenéje kapcsán tett szert világhírnévre.

## Életrajza
Loreena McKennitt ír és skót szülők gyermekeként született a manitobai Mordenben, Kanadában. Apja Jack McKennitt állatkereskedő, anyja Irene McKennitt ápolónő. 1981-ben az Ontario-beli Stratfordba költözött, jelenleg is itt él. Első albuma 1985-ben jelent meg „Elemental” címmel, ez nemzetközi figyelmet keltett. Következő albumait is saját maga adta ki: „To Drive the Cold Winter Away” (1987), „Parallel Dreams” (1989), „The Visit” (1991), „The Mask and Mirror” (1994), „A Winter Garden” (1995) és a „The Book of Secrets” (1997).
McKennitt dala, a „The Mummers’ Dance” széles körben sikert aratott, 1997 tavaszán az észak-amerikai rádióállomások gyakran játszották. Betétdala lett a rövid életű „Legacy” televíziós sorozatnak is. Az elkövetkező 8 évben nem adott ki teljes albumot. Legutóbbi albumát, az „An Ancient Muse”-t 2006 novemberében adta ki. Minden munkáját saját kiadóvállalata, a Quinlan Road terjeszti.
1993-ban a zenéjét szélesebb közönség is megismerhette európai turnéja során, ahol Mike Oldfield előzenekaraként játszott. 1995-ben egy tradicionális ír dal, a „Bonny Portmore” feldolgozása bekerült a „Hegylakó 3” című játékfilmbe, mely a film rajongói között jelentős albumvásárlási lázat indított el. Loreena zenéjét megtalálhatjuk továbbá a „Santa Claus”, a „Soldier”, a „Jade”, a „Holy Man”, a „The Mists of Avalon” című filmekben, és a „Roar” című televíziós sorozatban.
1998-ban McKennitt vőlegénye, Ronald Rees, illetve testvére és egy jó barátjuk vízbe fulladt egy csónakázás során. Ez a tragédia mélyen megrázta McKennittet. Megalapította a Cook–Rees Emlékalapítványt, és kiadta két koncertjét egy lemezalbumban, a „Live in Paris and Toronto”-n. Az ebből befolyó haszon egészét (kb. 3 millió dollár) az alapítványnak adományozta. McKennitt ezután már csak ritkán lépett fel, és csak 2006-ban adott ki új stúdiólemezt, az „An Ancient Muse”-t.
2004 júliusában Adrienne Clarkson, Kanada kormányzója az ország legtekintélyesebb civil kitüntetését, a Kanada Rendet ítélte oda neki.
2005-ben McKennitt Angliában perre kényszerült, mert korábbi barátja és alkalmazottja, Niema Ash kiadott egy könyvet, amelyben megszellőztette barátságuk intim részleteit is. McKennitt keresete szerint a könyv olyan bizalmas információkat tartalmaz, amelyek nyilvánosságra hozatalához Ashnek nem volt joga. A brit bíróságok véleménye szerint valóban visszaélés történt McKennitt bizalmával és személyes közléseivel. Az eset fontos precedenst teremthet a brit jogban a hírességek magánéletét illetően. 2007-ben a Lordok Háza helyben hagyta az alsóbb bíróság döntését.
2006 szeptemberében McKennitt koncertet adott a granadai Alhambrában. Az előadást először a PBS adta le, majd 2007 augusztusban egy 3 lemezes DVD/CD kiadást jelentettek meg „Nights from the Alhambra” címmel.
2008-ban új dalt szerzett, a Disney által forgalmazott Tinker Bell című film betétdalát: „To The Fairies They Draw Near”. A filmkészítőket annyira lenyűgözte az énekesnő, hogy megkérték, legyen a film narrátora is egyben.
2008 tavaszán McKennitt visszatért Peter Gabriel Real World Stúdiójába, hogy felvegye az „A Midwinter Night’s Dream” albumot, mely kibővített változata az 1995-ben megjelent „A Winter Garden”-nek. Az album 2008 október 28-án jelent meg.

## Zenéje
McKennitt zenéje alapvetően a világzenéhez, a New Age és a kelta zene kategóriájába sorolható, bár bizonyos mértékig az egész világ zenei kincséből meríti ihletét. A lemezboltok néha a népzenei kategóriába sorolják.
Mielőtt McKennitt belefog a zeneszerzésbe, komoly kutatást végez egy adott tárgyban, mely aztán a leendő album alapötlete lesz. Az Elemental és a Parallel Dreams előtt például Írországba utazott, hogy ötleteket gyűjtsön az ország történelméből, folklórjából, földrajzából és kultúrájából. A The Mask and Mirror című album megalkotását egy spanyolországi tanulmányút előzte meg, ahol McKennittnek módja volt Spanyolország egyik kelta részét, Galiciát kutatni, annak arab gyökereivel együtt. A végeredmény egy kelta és arab zenei elemeket ötvöző album lett. A legújabb albumához írt kísérőszöveg szerint, az Ancient Muse létrehozásában elsődlegesen a selyemút mentén tett utazásai és az odakötődő kultúrákról való olvasás inspirálta.
McKennittet gyakran Enyához hasonlítják, bár zenéje inkább a tradicionális és klasszikus gyökerekből táplálkozik, olyan irodalmi műveket használva dalszövegei forrásául, vagy egyszerűen csak kiinduló pontként, mint például Alfred Tennyson „Shalott kisasszonya” című verse, a „Prospero Beszéde” („Prospero's Speech”, amely William Shakespeare „A Vihar” című drámájának záró monológja), a „Snow” Archibald Lampmantól, Keresztes Szent János „Dark Night of the Soul” című értekezése, William Blake „Altatódal” című verse, Yeats „The Stolen Child” című verse, vagy éppen Alfred Noyes „The Highwayman” című elbeszélő költeménye.

## Loreena Magyarországon
- 2009. június 22-én a Margitszigeti Szabadtéri Színpadon adott koncertet, egyik számát Lantos Zoltán közreműködésével adta elő.[1][2]
- 2012. március 27-én a „Celtic Footprints Tour” elnevezésű turné során a Budapest Sportarénában koncertezett.[3]
- 2019. március 29-én a „Lost Souls” európai turné keretében ismét a Budapest Sportarénában adott koncertet.[4]
- 2024. március 24-én a „The Visit Revisited” nevű (2022-ben elkezdett) európai turné keretében az MVM Dome-ban koncertezett.[5]

## Lemezei

### Albumok
- Elemental (1985)
  1. Blacksmith
  2. She Moved Through the Fair
  3. Stolen Child
  4. The Lark in the Clear Air
  5. Carrighfergus
  6. Kellswater
  7. Banks of Claudy
  8. Come by the Hills
  9. Lullaby
- To Drive the Cold Winter Away (1987)
  1. In Praise of Christmas
  2. The Seasons
  3. The King
  4. Banquet Hall
  5. Snow
  6. Balulalow
  7. Let Us the Infant Greet
  8. The Wexford Carol
  9. The Stockford Carol
  10. Let All That Are To Mirth Inclined
- Parallel Dreams (1989)
  1. Samain Night
  2. Moon Cradle
  3. Huron 'Beltane' Fire Dance
  4. Annachie Gordon
  5. Standing Stones
  6. Dickens' Dublin (The Palace)
  7. Breaking the Silence
  8. Ancient Pines
- The Visit (1991)
  1. All Souls Night
  2. Bonny Portmore
  3. Between the Shadows
  4. The Lady of Shalott
  5. Greensleeves
  6. Tango to Evora
  7. Courtyard Lullaby
  8. The Old Ways
  9. Cymbeline
- The Mask and Mirror (1994)
  1. The Mystic's Dream
  2. The Bonny Swans
  3. The Dark Night of The Soul
  4. Marrakesh Night Market
  5. Full Circle
  6. Santiago
  7. Cé Hé Mise Le Ulaingt? / The Two Trees
  8. Prospero's Speech
- The Book of Secrets (1997), mely az USA-ban a 143. helyig jutott
  1. Prologue
  2. The Mummers' Dance
  3. Skellig
  4. Marco Polo
  5. The Highwayman
  6. La Serenissima
  7. Night Ride Across The Caucasus
  8. Dante's Prayer
- Live in Paris and Toronto (1999)(az USA-ban a 17. helyig jutott)
  1. Prologue
  2. The Mummers' Dance
  3. Skellig
  4. Marco Polo
  5. The Highway Man
  6. La Serenissima
  7. Night Ride Across The Caucasus
  8. Dante's Prayer
- An Ancient Muse (2006), mely az USA-ban a 83. helyig jutott a listán, 2008-ban jelölték a Grammy-re
  1. Incantation
  2. The Gates of Istanbul
  3. Caravanserai
  4. The English Ladye and the Knight
  5. Kecharitomene
  6. Penelope's Song
  7. Sacred Shabbat
  8. Beneath A Phrygian Sky
  9. Never-ending Road (Amhrán Duit)
- Nights from the Alhambra (2007)
  1. The Mystic's Dream
  2. She Moved Through The Fair
  3. Stolen Child
  4. The Mummers' Dance
  5. Penelope's Song
  6. Marco Polo
  7. The Bonny Swans
  8. Dante's Prayer
  9. Caravanserai
  10. Bonny Portmore
  11. Santiago
  12. Raglan Road
  13. All Souls Night
  14. The Lady of Shalott
  15. The Old Ways
  16. Never-Ending Road (Amhrán Duit)
  17. Huron 'Beltane' Fire Dance
  18. Cymbeline
- A Midwinter Night's Dream (2008)
  1. The Holly & The Ivy
  2. Un Flambeau, Jeannette, Isabelle
  3. The Seven Rejoices of Mary
  4. Noël Nouvelet!
  5. Good King Wenceslas
  6. Coventry Carol
  7. God Rest Ye Merry, Gentlemen (Abdelli version)
  8. Snow
  9. Breton Carol
  10. Seeds of Love
  11. Gloucestershire Wassail
  12. Emmanuel
  13. In the Bleak Midwinter
- A Mediterranean Odyssey (2009)

From Istanbul to Athens (1. CD)
- 1. The Gates Of Istanbul
  2. The Dark Night Of The Soul
  3. Marco Polo
  4. Penelope’s Song
  5. Sacred Shabbat
  6. Caravanserai
  7. Santiago
  8. Beneath A Phrygian Sky
  9. Tango To Evora
  10. Full Circle

The Olive And The Cedar (2. CD)
- 1. The Mystic’s Dream
  2. Tango To Evora
  3. The Gates Of Istanbul
  4. Penelope’s Song
  5. Marco Polo
  6. Marrakesh Night Market
  7. Santiago
  8. Caravanserai
  9. The Dark Night Of The Soul
  10. Sacred Shabbat
  11. The Mummers’ Dance
- The Wind that Shakes the Barley (2010)
  1. As I Roved Out
  2. On a Bright May Morning
  3. Brian Boru’s March
  4. Down By the Sally Gardens
  5. The Star of the County Down
  6. The Wind that Shakes the Barley
  7. The Death of Queen Jane
  8. The Emigration Tunes
  9. The Parting Glass

### Középlemezek (EP-k)
- A Winter Garden: Five Songs for the Season (1995)
- Live in San Francisco at the Palace of Fine Arts (1995) Words and Music (1997)

### Kislemezek
- The Lady of Shalott (1991)
- All Souls Night (1991)
- The Bonny Swans (1995)
- The Mummers’ Dance (1997), amely az USA-ban a 18. helyet érte el a HOT 100-as listán.
- Marco Polo (1998)
- Caravanserai (2006)

### Videók
- The Mummers’ Dance[1] (1997)
- The Bonny Swans
- Loreena McKennitt: Nights from the Alhambra (2007, élő koncert, első bemutató a PBS-en)

### Egyéb
- „No Journey’s End”: Félórás portré a PBS rádióadón.
- „No journey’s End”: Félórás dokumentumfilm, melyet Loreena McKennitt az amerikai televíziónak készített. A filmben elmagyarázza a zenéje gyökereit. Részletek hangzanak „Parallel Dreams”, „The Visit”, és a „The Mask and Mirror” című albumok dalaiból. Élő felvételeket is bemutat a „The Lady of Shallot”, a „Santiago”, és a „The Dark Night of the Soul” című dalokról. A dokumentumfilmet később DVD és VHS változatban is forgalomba került. A DVD változat a „The Mummers’ Dance” és a „The Bonny Swans” című dalok klipjeit is tartalmazza. A DVD kapható McKennitt 2004-ben újradolgozott CD-kel együtt.
- „Heaven On Earth”: kanadai TV-film (1987), ahol Loreena egy vonaton utazó hölgyet alakít.